# Lac Crépeau (Saint-Zénon)
Pour les articles homonymes, voir Crépeau.
Le lac Crépeau est un lac situé dans la municipalité de Saint-Zénon, dans la MRC de Matawinie, dans la région administrative de Lanaudière, au Québec, au Canada.
Le lac fait partie d'une pourvoirie dans la région de Lanaudière. De plus il se trouve au cœur d'un complexe réseau de lacs. Le lac Crépeau est situé en milieu forestier, enchâssé entre de hautes montagnes. Ce plan d'eau est généralement gelé de la mi-novembre à avril ; néanmoins, la période de circulation sécurité sur la glace est habituellement de la mi-décembre à la fin mars.

## Géographie
En forme de « L », dont la tête est orientée sur le nord-est, le lac se trouve aux coordonnées 46° 28′ 44″ N, 73° 47′ 06″ O. Il est situé à 8 km (en ligne directe) au sud du village de Saint-Zénon et à 21 km au nord du village de Sainte-Émélie-de-l'Énergie. Le lac est à une altitude de 474 mètres. Sa longueur est de 3 km pour une largeur maximale de 590 m (la largeur minimale étant d'environ 100 mètres).
Il est en réalité une des deux portions d'un lac plus grand (l'autre partie constituant la Baie Daniel, située sur le territoire non organisé de Saint-Guillaume-Nord).
Plusieurs sommets de montagnes entourent le lac Crépeau dont :
- un de 633 m du côté nord-ouest du lac 46° 29′ 04″ N, 73° 49′ 13″ O;
- un de 610 m du côté nord du lac 46° 29′ 16″ N, 73° 48′ 21″ O;
- un de 587 m au milieu de la presqu'île qui s'avance du sud-est pour couper le lac principal avec la Baie Daniel 46° 28′ 33″ N, 73° 48′ 02″ O;
- un de 608 m du côté ouest de la Baie Daniel 46° 28′ 08″ N, 73° 49′ 02″ O;
- un du 657 m du côté sud-ouest de la Baie Daniel 46° 27′ 06″ N, 73° 49′ 08″ O;
- un de 624 m au sud de la Baie Daniel 46° 27′ 13″ N, 73° 48′ 10″ O;
- un de 685 m (la montagne des Éboulis 46° 27′ 49″ N, 73° 47′ 18″ O) au sud-est de la Baie Daniel ;
- un de 689 m (la montagne Chauve 46° 29′ 07″ N, 73° 45′ 27″ O) à l'est du lac ;
- un de 703 m au nord-est du lac du Canard 46° 30′ 35″ N, 73° 45′ 46″ O.

Le lac Crépeau s'approvisionne du côté :
- sud-est : par la décharge des lacs Jobin (altitude : 488 m) et Nick (altitude : 489 m) et la décharge des lacs Trosby (altitude : 570 m) et à la Tortue (altitude : 490 m). Ces décharges se rejoignent et traversent une zone de marais longue de 530 m avant de se déverser sur la rive sud-est dans la Baie Daniel du lac Crépeau ;
- sud-ouest : par la décharge des lacs Rancy et Pete ;
- ouest : par un ruisseau de montagne ;
- nord-est : par une décharge d'un ensemble de lacs en amont (dont les lacs Saint-Norbert et de la Cabane) qui se déversent dans le lac du Canard (497 m), dont les eaux coulent dans le Petit lac du Canard (altitude : 475 km) accompagnées des eaux des lacs de la Pêche, Foin, la Loutre, Sterling et Pyramide avant de se déverser dans le lac Crépeau ;
- à l'est : la décharge du lac Azas (altitude : 507 m) ;
- au sud-ouest de la partie nord du lac : par la décharge de plusieurs lacs sans nom (altitude : 540 m, 525 m, 520 m, 515 m, 480 m) ;
- au sud de la partie nord du lac : par la décharge de plusieurs lacs sans nom (altitude : 545 m).
- au sud-est de la partie nord du lac : par la décharge d'un lac sans nom (altitude : 489 m).

Un barrage de retenu est situé à l'embouchure du lac Crépeau, soit à l'extrémité est. Le lac Crépeau constitue le plus important plan d'eau de tête de la rivière Noire (Matawinie). À partir du barrage du lac Crépeau, le courant descend vers le nord-est, puis vers l'est, sur 1,9 km, pour aller se déverser sur la rive ouest, dans la partie nord du lac Bouchette (long de 2,3 km ; altitude : 453 m). Le courant traverse ce lac vers le sud-est sur 1,4 km jusqu'à l'embouchure située du côté est du lac. À partir du barrage, le courant descend vers le sud-est sur 1,7 km jusqu'à la décharge de plusieurs plans d'eau venant du nord. Puis le courant coule sur 1,7 km vers le sud-est pour aller se déverser dans le lac Onawa (longueur de 0,5 km ; altitude : 431 m) que le courant traverse sur sa pleine longueur jusqu'à son embouchure.

## Toponymie
Jusqu'en 1950, le lac Crépeau était désigné « Lac Croche ». Le lac fut baptisé ainsi en 1950 afin de souligner les travaux d'arpentage effectués dans le Nord par Armand-Charles Crépeau.

## Faune
On y trouve notamment de la truite mouchetée et la truite arc-en-ciel.

## Galerie

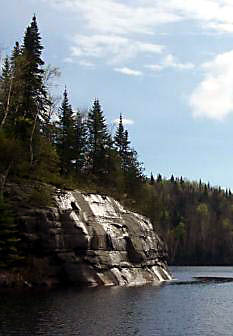
La rive du lac Crépeau.
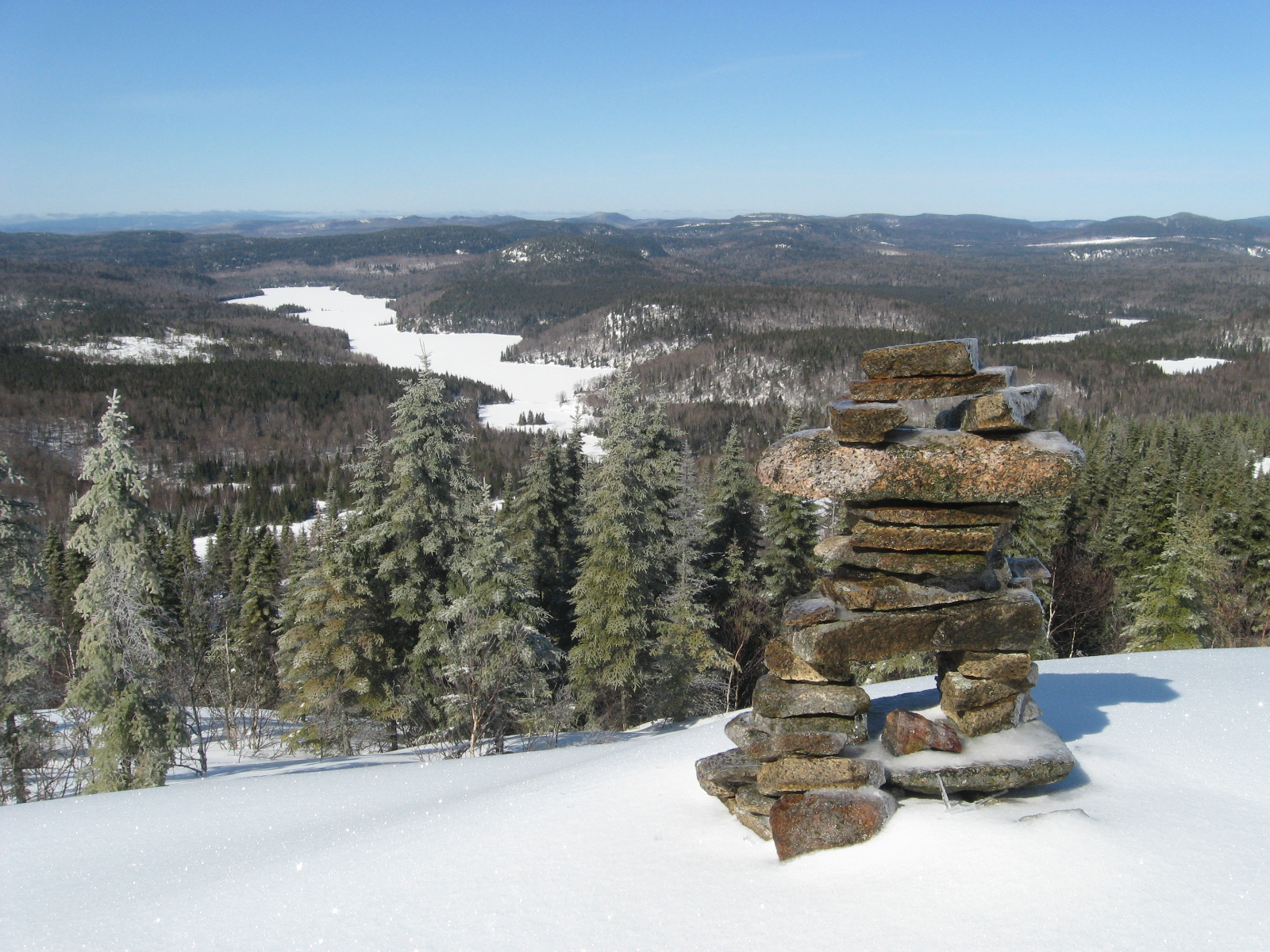
Lac Crépeau
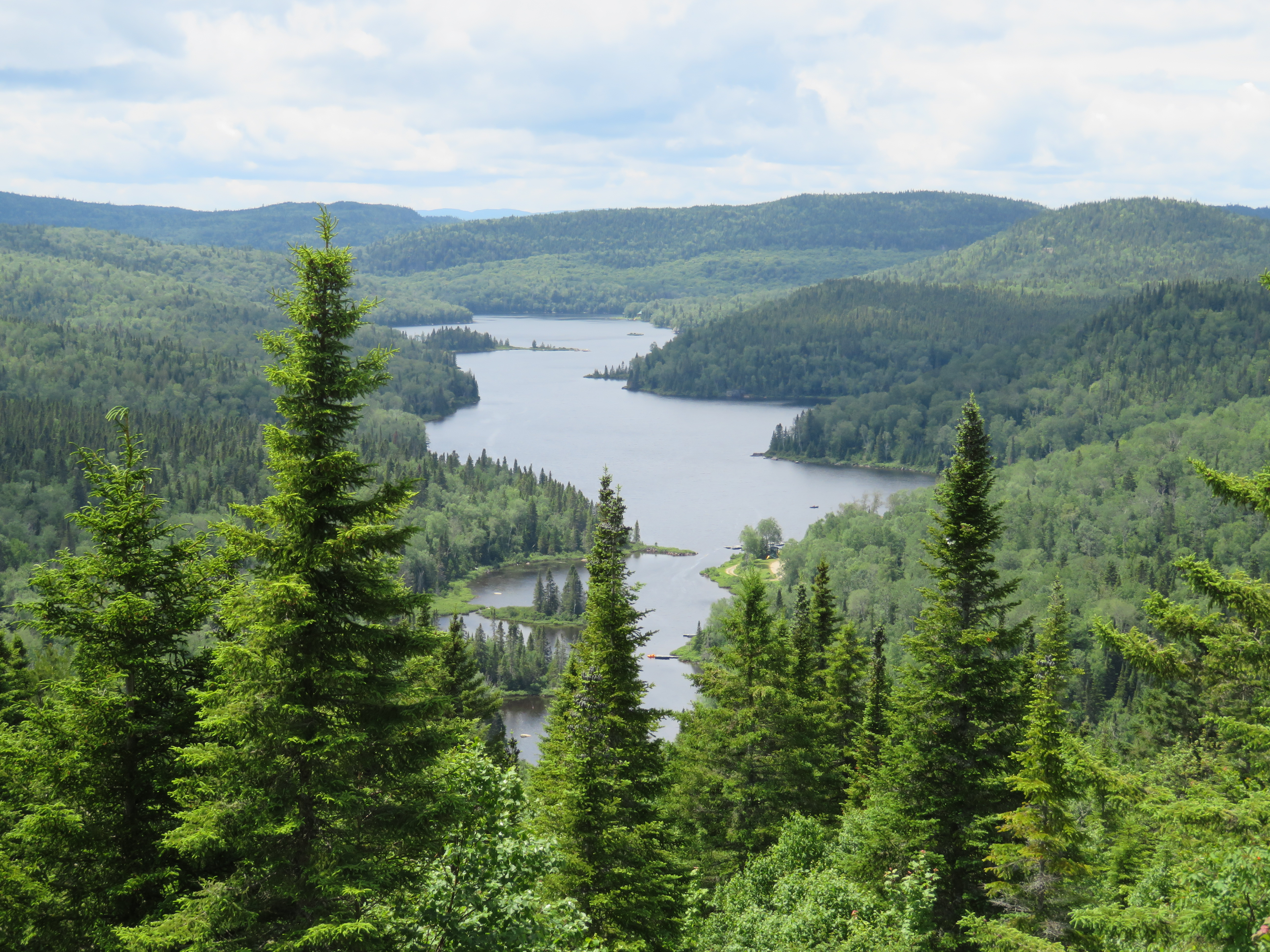
Lac Crépeau en juillet
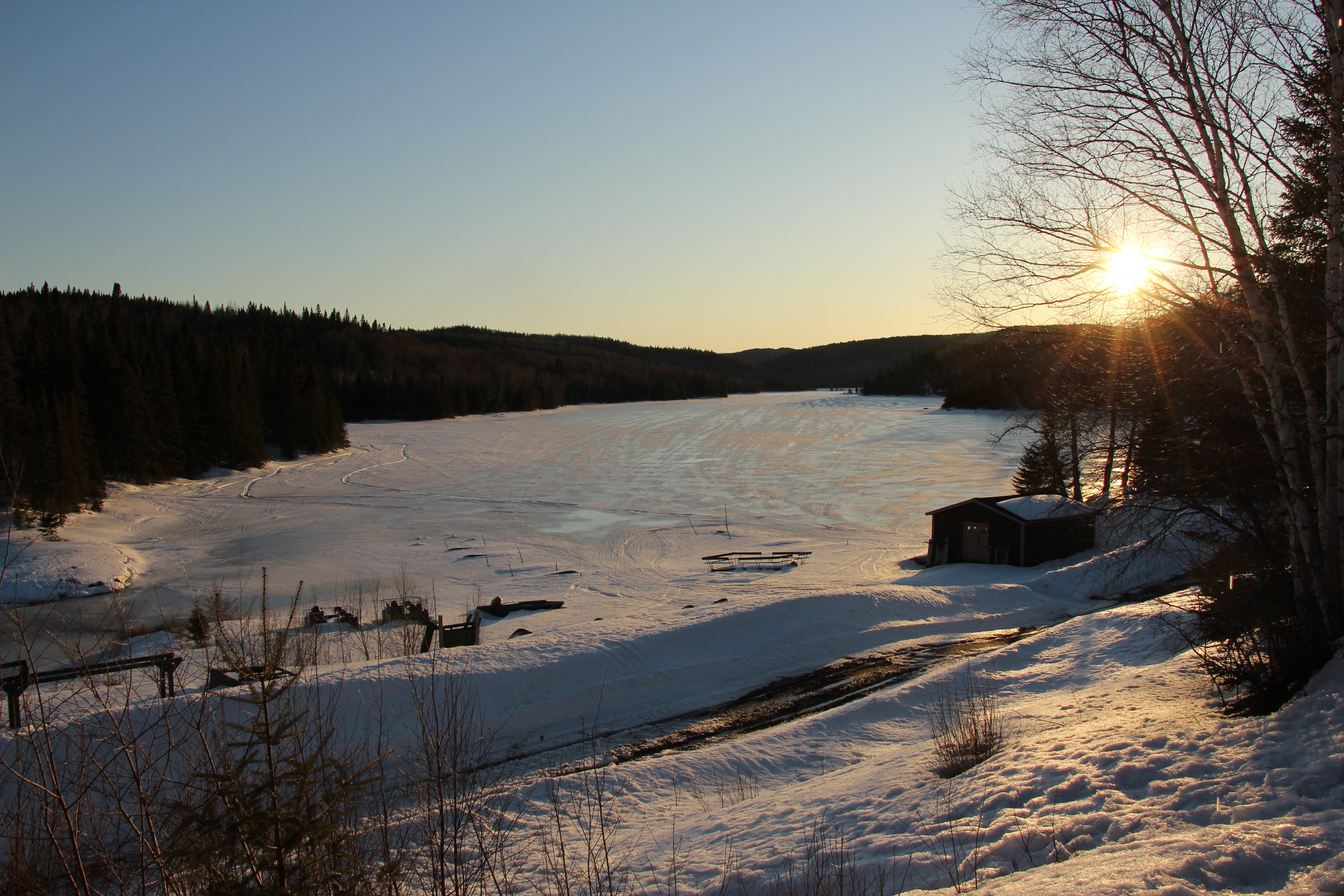
Quais du Lac Crépeau en hiver
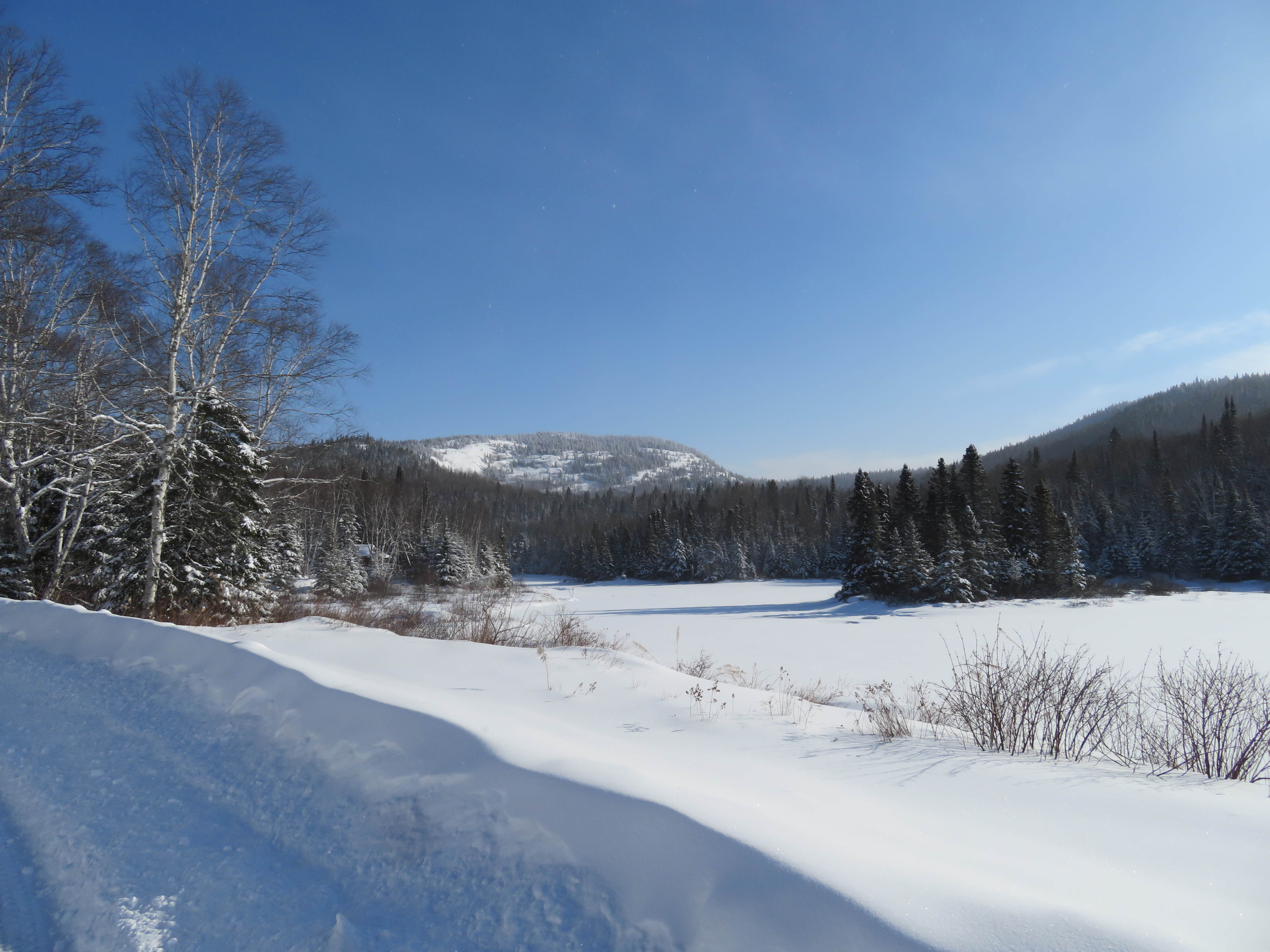
Lac Crépeau et Montagne Chauve
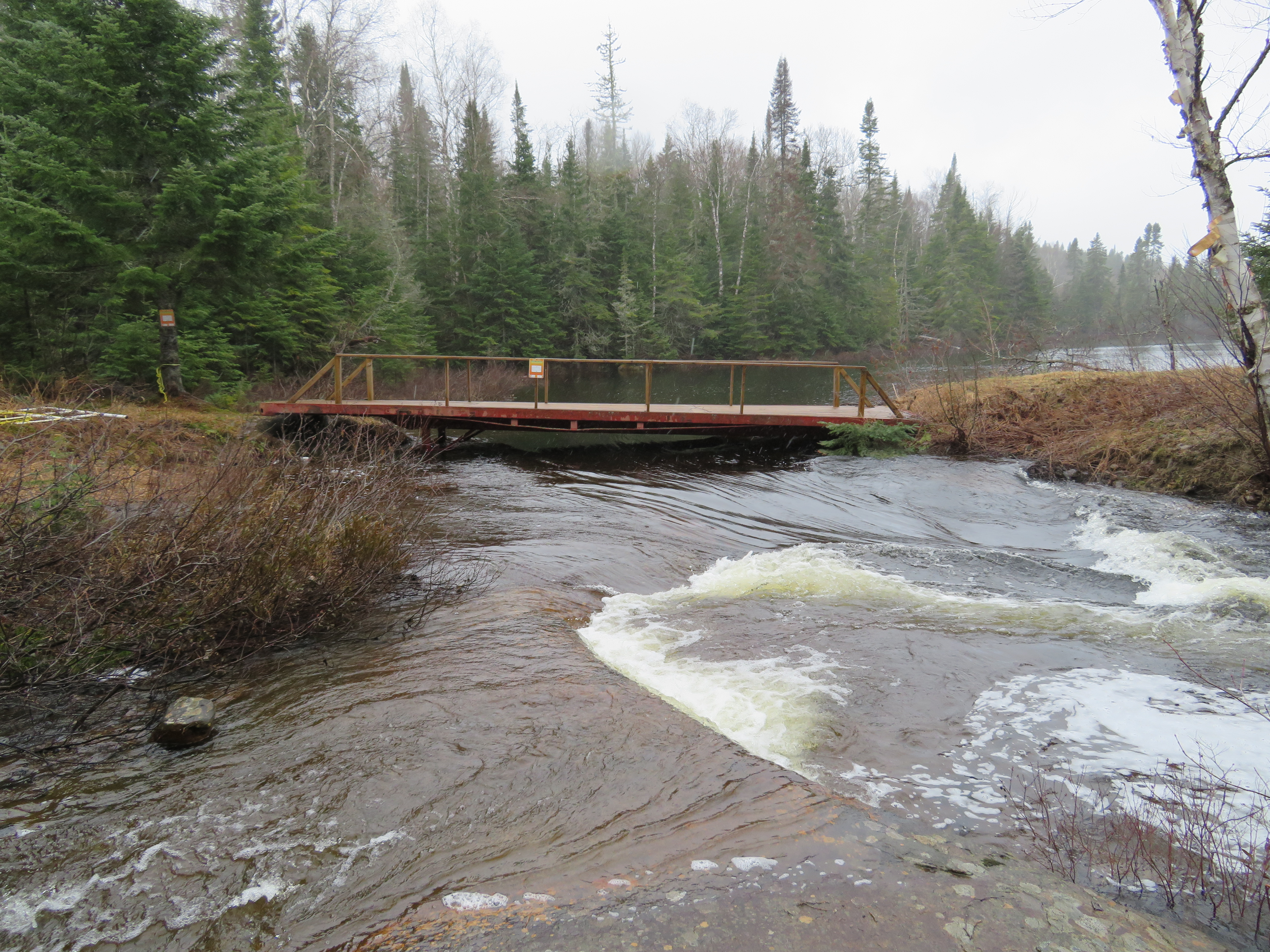
Décharge du Lac Crépeau

## Sources

## Compléments